# 巴罗 (蓬特韦德拉省)
巴罗，是西班牙加利西亚自治区蓬特韦德拉省的一个市镇。 总面积38平方公里，总人口3468人（2001年），人口密度91人/平方公里。